# Jóhannes
Jóhannes ist ein männlicher Vorname.

## Herkunft und Bedeutung
Jóhannes ist ein isländischer und färöischer Vorname und bedeutet „der Herr ist gnädig“. Der Name ist eine Variante des Namens Johannes. Der Name ist verwandt mit den isländischen Namen Jón und Jóhann und dem färöischen Namen Jógvan.
Der Name Jóhannes gehörte 2012 zu den 32 beliebtesten Namen in Island.

## Namensträger
- Jóhannes av Skarði (1911–1999), färöischer Linguist
- Jóhannes Eðvaldsson (1950–2021), isländischer Fußballspieler
- Jóhannes Gunnarsson SMM (1897–1972), römisch-katholischer Bischof und Apostolischer Vikar in Island
- Jóhannes Jóhannesson (Politiker) (1866–1950), isländischer Politiker
- Jóhannes B. Jóhannesson (* 1973), isländischer Snookerspieler
- Jóhannes R. Jóhannesson (* 1974), isländischer Snookerspieler
- Jóhannes Haukur Jóhannesson (* 1980), isländischer Schauspieler
- Jóhannes Bjarni Jónasson úr Kötlum (1899–1972), isländischer Schriftsteller
- Jóhannes Sveinsson Kjarval (1885–1972), isländischer Maler